# George Reeves
George Reeves született George Keefer Brewer (Woolstock, Iowa, 1914. január 5. – Beverly Hills, Los Angeles, Kalifornia, 1959. június 16.) amerikai színész.

## Élete
1914. január 5-én született George Keefer Brewer néven Iowa államban. Pasadénában nőtt fel, ahol amatőr zenész és bokszoló volt. Középiskolás korában kezdett színészkedni és énekelni. Később csatlakozott a Pasadena Playhouse színházhoz, melynek 18 évre nélkülözhetetlen tagja lett. Az egyik előadás során egy hollywoodi ügynök figyelt fel rá, az ő javaslatára vette fel a Reeves nevet.

## Filmes pályafutása
Első szerepét 1939-ben kapta a legendás Elfújta a szél c. filmben, amelyben Scarlett egyik udvarlóját játszotta, Brent Tarlentont.
A második világháború miatti sanyarú helyzetben 1950-ben leszerződött arra, hogy egy 1 órás kisfilmben eljátssza Superman szerepét. Egy év múlva aláírt egy több éves szerződést a Superman kalandjai (Adventures of Superman) című sorozat 24 epizódjára. Reeves úgy gondolta, ez átmeneti megoldás lesz, de végül a sorozatnak nem várt sikere lett.
Az első után további öt évad következett, így a sorozat 1952 és 1958 között állandó és közkedvelt műsor lett. Elhozta számára a hírnevet, ő lett Amerika gyerekeinek kedvenc tévés személyisége.

## Magánélete
Reeves kétszer házasodott életében. Emellett titkos viszonya is volt az MGM akkori vezetőjének, Eddie Mannixnek feleségével, Toni Lanierrel, aki nyolc évvel volt idősebb nála. Toni volt az, aki finanszírozta Reeves életmódját: villát vett neki és szükség esetén ellátta pénzzel. Kapcsolatuk 1958-ban ért véget, miután Reeves elhagyta egy fiatalabb színésznőért, Leonore Lemmonért.

## Halála
1959. június 16-án halt meg, miután a Hollywoodi villájában aznap egy partit tartott. Ez idő alatt felment a hálószobájába. Pár perccel később a vendégek egy lövést hallottak és mire felértek, már halott volt.
A hivatalos szakvélemény és a rendőrségi nyomozás arra a közös álláspontra jutott, hogy Reeves öngyilkos lett. Ezt sokan nem hitték el akkoriban, mert voltak bizonyos nyilvánvaló tények: szerződése volt egy új Superman évadra valamint éppen az esküvőjét tervezte. Ezek általában nem adnak okot valakinek arra, hogy megölje magát.
A másik ok pedig az volt, hogy túl sok töltény volt a helyszínen és ha valaki meg akarja ölni magát, az általában elsőre célba talál. A legvalószínűbb elmélet az, hogy Eddie Mannix ölette meg azért, mert viszonya volt a feleségével. Mindenesetre halála az elméletektől függetlenül máig tisztázatlan maradt.

## Filmjei
- 2006 - Nézd, fent az égen! - Superman csodálatos élete (Look Up in the Sky - The Amazing Story of Superman) ... önmaga (archív felvétel)
- 1957 - I Love Lucy (TV Sorozat) ... Superman
- 1956 - Westward Ho, the Wagons! ... James Stephen
- 1955 - Funny Boners (TV Sorozat) ... Superman
- 1954 - Stamp Day for Superman ... Superman / Clark Kent
- 1953 - Forever Female ... George Courtland
- 1953 - A kék gardénia (The Blue Gardenia) ... Haynes
- 1953 - Most és mindörökké (From Here to Eternity) ... Maylon Stark őrmester
- 1952-1958 - Adventures of Superman (TV Sorozat) ... Superman / Clark Kent / Boulder
- 1952 - Bugles in the Afternoon ... Lt. Smith
- 1952 - Bűntanya ... Wilson
- 1951 - Superman és a Vakond-ember ... Superman / Clark Kent
- 1951 - Aznap, amikor a Föld megáll (The Day the Earth Stood Still) ... újságíró
- 1950-1951 - Lights Out (TV Sorozat)
- 1950 - The Web (TV Sorozat)
- 1950 - The Good Humor Man ... Stuart Nagle
- 1950 - The Trap (TV Sorozat)
- 1949-1950 - The Silver Theatre (TV Sorozat) ... Frank Telford
- 1949 - Sámson és Delila (Samson and Delilah) ... sebesült hírhozó
- 1949 - The Mutineers ... Thomas Nagle
- 1948 - Jungle Jim ... Bruce Edwards
- 1948 - Thunder in the Pines ... Jeff Collins
- 1948 - Jungle Goddess ... Mike Patton
- 1948 - The Sainted Sisters ... Sam Stoaks
- 1947 - Variety Girl ... George Reeves
- 1945 - Airborne Lifeboat ... Pilot
- 1945 - Time to Kill ...Frank
- 1944 - Winged Victory ... Lt. Thompson
- 1943 - So Proudly We Hail
- 1943 - A fehér légió - Bátor nök története ... Lt. John Summers
- 1942 - The Mad Martindales ... Julio Rigo
- 1941 - Lydia ... Bob Willard
- 1941 - Vér és homok ... Pierre Lauren kapitány
- 1941 - Eperszőke (The Strawberry Blonde)
- 1940 - Halálraítéltek ... Jimmy Coburn
- 1940 - Aranyváros
- 1940 - A harcoló hatvankilencedik (The Fighting 69th) ... Jack O'Keefe
- 1939 - Elfújta a szél (Gone With the Wind) ... Stuart Tarleton

## További információ
- George Reeves a PORT.hu-n (magyarul)
- George Reeves az Internetes Szinkronadatbázisban (magyarul)
- George Reeves az Internet Movie Database-ben (angolul)
- George Reeves a Rotten Tomatoeson (angolul)